# Bernd Genser
Bernd Genser (* 23. Oktober 1946 in Graz) ist ein österreichischer Ingenieur und Wirtschaftswissenschaftler.

## Leben
Bernd Genser studierte an der Universität Graz und schloss 1972 als Diplom-Ingenieur ab. In den darauffolgenden Jahren bis 1975 war er dort als wissenschaftliche Hilfskraft angestellt. Ein Weiterbildungsprogramm an der Technischen Universität Wien, von 1975 bis 1978 beschloss er mit dem Ph.D. Gleichzeitig besaß er bis 1985, an der Universität Wien die Stelle eine Assistenzprofessors. 1983 habilitierte er in Öffentlicher Ökonomie und angewandter Ökonomik an der Universität Wien.
Im Jahre 1985 nahm er eine Berufung an die Universität Konstanz an. Seit 1986 ist er dort Lehrstuhlinhaber des Lehrstuhls für Finanzwissenschaft.
Bernd Genser ist ein Schwager des österreichischen Organisten Ernst Triebel.

## Auszeichnungen
- 1975 Renner Preis
- 1978 Leopold-Kunschak-Preis
- 2012 Ehrendoktor Universität Freiburg

## Veröffentlichungen (Auszug)
- Measuring the Fiscal Revenue Loss of VAT Exemption in Commercial Banking, Finanzarchiv 54 (1997),563-585. (with P.Winker).
- Patterns of Tax Arbitrage and Decentralized Tax Autonomy, in D. Pines, E.Sadka and I.Zilcha (eds.): Topics in Public Economics. Cambridge UP 1998, 262-285.